# Elezioni parlamentari in Finlandia del 1930
Le elezioni parlamentari in Finlandia del 1930 si tennero il 1º e il 2 luglio per il rinnovo dell'Eduskunta, in seguito al decreto di emergenza che eradicava ogni forma di comunismo nel paese. La lista socialcomunista, ridotta alla quasi clandestinità, fu quindi spazzata via.

## Risultati
| Liste                                           | Voti      | %     | Seggi | Differenza | Differenza | Differenza |
| Liste                                           | Voti      | %     | Seggi | Voti       | %          | Seggi      |
| ----------------------------------------------- | --------- | ----- | ----- | ---------- | ---------- | ---------- |
| Partito Socialdemocratico Finlandese            | 386.026   | 34,16 | 66    | +125.772   | +6,8       | +7         |
| Lega Agraria                                    | 308.280   | 27,28 | 59    | +59.518    | +1,1       | -1         |
| Partito di Coalizione Nazionale                 | 203.958   | 18,05 | 42    | +65.950    | +3,5       | +14        |
| Partito Popolare Svedese                        | 113.318   | 10,03 | 20    | +4.432     | -1,4       | -3         |
| Partito Progressista Nazionale                  | 65.830    | 5,83  | 11    | +12.529    | +0,2       | +4         |
| Partito dei Piccoli Proprietari di Finlandia    | 20.883    | 1,85  | 1     | +10.729    | +0,8       | +1         |
| Lista Socialista dei Lavoratori e dei Contadini | 11.504    | 1,02  | –     | -116.660   | -12,5      | -23        |
| Sinistra Svedese                                | 9.226     | 0,82  | 1     | –          | –          | –          |
| Lista Patriottica                               | 9.085     | 0,80  | –     | –          | –          | –          |
| Altri                                           | 1.918     | 0,17  | –     | -565       | -0,1       | –          |
| Totale                                          | 1.130.028 |       | 200   | +178.758   |            |            |